# Реджина Маргерита (броненосец)
«Реджина Маргерита» (итал. Regina Margherita) — головной в серии итальянских эскадренных броненосцев типа «Реджина Маргерита».
Назван в честь королевы Италии Маргариты Савойской.

## Строительство
Строился в период с 1898 по 1904 года. Помимо него, был однотипный корабль — «Бенедетто Брин».

## История службы
«Реджина Маргерита» участвовала в боевых действиях во время Итало-турецкой войны 1911—1912 годов.
Во время Первой мировой войны, в 1914 году, броненосец был переведен в статус учебного судна.
В ночь с 11 на 12 декабря 1916 года, броненосец «Реджина Маргерита» двигаясь из Валонии подавался на двух морских минах, затонул со значительными человеческими жертвами: 675 членов команды погибли, спасено только 270 человек.